# Ad vesperas Sancti Ludovici Regis Franciæ
Ad vesperas Sancti Ludovici Regis Franciæ. Antiphonaire des Invalides, 1682 es un álbum del grupo Ensemble Organum, dirigido por Marcel Pérès, grabado en el año 2005.

## Pistas
1. "Deus in adjutorium meum intende" - 1'45
2. "Quæsivit Dominus" (Antiphona)
"Dixit Dominus Domino meo" (Psalmus) - 7'09
3. "Sedens in solio judicii" (Antiphona)
"Beatus vir qui timet Dominum" (Psalmus) - 7'35
4. "Misericordia et veritas" (Antiphona)
"Laudate Dominum" (Psalmus) - 3'52
5. "In omni opere" (Antiphona)
"Confitebor tibi Domine in toto corde meo" (Psalmus) - 7'57
6. "De omni corde suo" (Antiphona)
"Benedictus Dominus Deus meus" (Psalmus) - 8'02
7. "Justum deduxit Dominus" (Capitulum) - 0'56
8. "Rex summe" (Hymnus); 
"Præludium"  (órgano) - 3'12
9. "Rex summe Regum" - 1'19
10. "Nascens in ipsa Ludovicus" (órgano) - 2'27
11. "Justi severus cultor" - 1'18
12. "Mox christiani" (órgano) - 3'00
13. "Sit Trinitati" - 1'10
14. "Amen" (órgano) - 1'30
15. "Sicut divisiones aquarum" (Versiculus) - 0'39
16. "Ad Magnificat",
"Quia diligit Deus populum suum" (Antiphona) - 1'56
17. "Magnificat" (órgano) - 2'48
18. "Quia respexit" (órgano) - 2'33
19. "Et misericordia" (órgano) - 2'32
20. "Deposuit potentes" (órgano) - 2'49
21. "Suscepit Israel" (órgano) - 2'58
22. "Gloria" (órgano) - 3'18
23. "Quia diligit Deus" (Antiphona) (órgano) - 3'17
24. "Regna terræ cantate Deo" (Responsorium) - 4'38

## Intérpretes
- Marcel Pérès (director)
- François Barbalozi
- Jean-Christophe Candau
- Jérôme Casalonga
- Gianni de Gennaro
- Jean-Étienne Langianni
- Antoine Sicot
- Frédéric Tavernier
- Luc Terrieux

## Información adicional
- Referencia: Ambroisie 9982
- Grabación: febrero de 2005 en la Abadía de Fontevraud y en la Iglesia de Saint-Louis del Prytanée Militaire de La Flèche.
- Ingeniero de sonido: Jean-Martial Golaz